# Antirrevisionismo

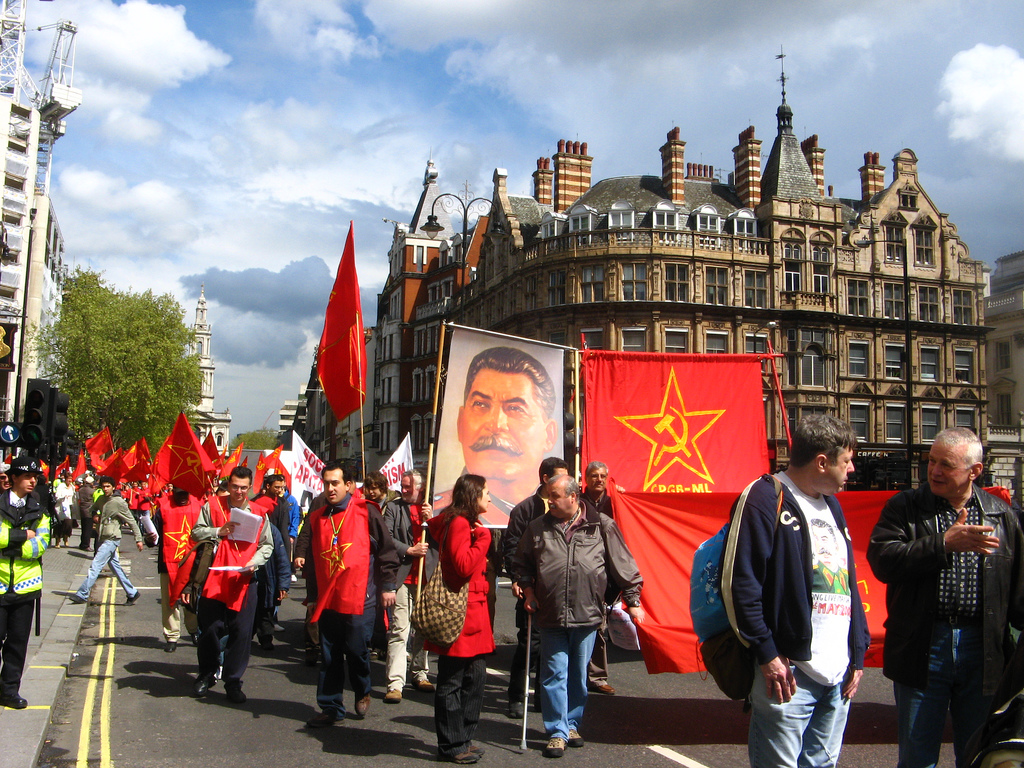
Manifestación antirrevisionista del Partido Comunista de Gran Bretaña realizada en la capital británica de Londres durante el feriado del Primero de Mayo de 2009, donde puede observarse una pancarta con el rostro del líder soviético Iósif Stalin, quien gobernase la Unión Soviética hasta su muerte en 1953.

Dentro del movimiento político marxista-leninista internacional, un antirrevisionista es aquel que favorece la línea teórica y práctica asociada por los líderes Iósif Stalin, Mao Zedong o Enver Hoxha, y que se opone al revisionismo marxista, como por ejemplo al reformismo imperante en la Segunda Internacional, al trotskismo o a la dirigencia soviética posterior a Stalin (véase desestalinización). Los antirrevisionistas estalinistas afirman que la URSS bajo el mando de Stalin representó la implementación del denominado socialismo científico, teorizado y preconizado por Karl Marx y Friedrich Engels, desarrollado y llevado a la práctica por Vladímir Ilich Lenin. La esencia del pensamiento antirrevisionista estalinista es la afirmación de que la clase obrera fue la que detentó el poder en la URSS por medio de la dictadura del proletariado hasta 1953, año a partir del cual comenzó a ser paulatinamente sustituida por una burocracia que había sido reprimida en el período anterior.

## Historia
El movimiento antirrevisionista también se dividió con respecto al status que le correspondía (o debía corresponder) a Mao: aquellos que alegaban que el maoísmo consistía en la continuación del marxismo, elevando a Mao Tse Tung al nivel de Marx o Engels, mientras que los grupos hoxhaístas no están de acuerdo, alegando que el maoísmo es una "teoría antimarxista", como lo expone Enver Hoxha en su obra "Pensamiento Mao Tse-tung, teoría antimarxista", y, por lo tanto, opuesta al marxismo-leninismo. Para comprender esto es obligado puntualizar que el denominado "Pensamiento Mao Tse-tung" (también denominado simplemente "maoísmo") es posterior a la muerte de Mao y fue empleado por los miembros del PCCh como argumento para las reformas que se fueron realizando dentro del partido, que ciertamente no seguían ni la línea Marxista ni la que Mao expuso en sus obras. Aún con todo, Enver Hoxha realizó de la misma manera críticas al líder chino, pero puntuales e independientes de su crítica al, como atrás hemos dicho, mal llamado "Pensamiento Mao Tse-tung".
El antirrevisionismo (usualmente conocido por sus detractores mediante el término despectivo “estalinismo”) es visto por sus partidarios como saludable, sólido, científicamente fundamentado, liberado tanto del elitismo y la “corrupción política” del trotskismo como del idealismo del “izquierdismo”. En realidad esta doctrina es más bien “neoestalinista”, ya que fue una reacción a los cambios políticos y económicos implementados tras el fallecimiento de Stalin en 1953. No obstante, el término antirrevisionismo puede llegar a ser vago y controvertido, y da pie a que algunos grupos estalinistas, maoístas y hoxhaístas ortodoxos se autodefinan como los “auténticos” antirrevisionistas. A pesar de esto, suele existir consenso entre todos ellos al afirmar que en la URSS hasta la muerte de Stalin la clase trabajadora aún retenía el poder, a pesar de que existía una burocracia contrarrevolucionaria que buscaba restaurar el capitalismo (asumiendo que el Gobierno Provisional liberal que sustituyó al régimen zarista tras la Revolución de Febrero constituyó la etapa final del capitalismo en Rusia). Esta burocracia habría sido el principal objetivo de las purgas de Stalin y, a pesar de ello, a su muerte logró alzarse con el poder e inició un proceso de desestalinización que -según los antirrevisionistas- terminó representando la pérdida del poder por parte de los trabajadores. 
El antirrevisionismo se basa en la idea de que le Unión Soviética implementó la praxis marxista-leninista de manera exitosa durante los casi primeros cuarenta años de su existencia, desde poco después de la revolución bolchevique de 1917 hasta el discurso secreto pronunciado por su sucesor Nikita Jrushchov en 1956 y su posterior declaración de coexistencia pacífica con las potencias occidentales. Es decir, el único marxismo “válido” según esta concepción es el conformado por los pocos años de gobierno de Lenin, hasta su temprano fallecimiento en enero de 1924, además de los casi 30 años del posterior régimen de su sucesor Stalin.
Los antirrevisionistas no sólo alegan que las políticas de Stalin permitieron una notable tasa de crecimiento económico sino que, de haberse mantenido, le habrían permitido a la Unión Soviética alcanzar el comunismo en el mediano o largo plazo .
También suelen alegar que el impacto ideológico que tuvo la dirigencia soviética en el movimiento sindical mundial durante las décadas de 1930 y de 1940 representó una auténtico modelo real del poder obrero anticipado por Marx y Engels, el cual fue primeramente afectado arruinado por el XX Congreso del PCUS el “infame” discurso secreto de Jrushchov. Para los maoístas, años después, ese espíritu reemergería con la Revolución Cultural china, sólo para volver a ser “traicionado” -luego del arresto de la Banda de los Cuatro- por los “capitalistas de Estado” chinos (es decir, por los pragmáticos dirigentes aperturistas encabezados por Deng Xiaoping). Para otros antirrevisionistas, el punto de inflexión tuvo lugar durante la denuncia de la Revolución Cultural por parte del líder reformista Xiaoping, en la tercera sesión del undécimo Congreso Nacional del Partido Comunista Chino.
De acuerdo a los antirrevisionistas, estos intentos posteriores de “revisar” o “arreglar” el ya aceitado sistema socialista "estalinista" a fin de cuentas representó una “restauración del capitalismo”, primero parcial y luego total (disolución de la Unión Soviética) y los regímenes del denominado “socialismo real” de Europa Oriental. Así se llegó a la lisa y llana traición de los principios ideológicos marxistas y leninistas de países que se autoproclamaban como comunistas. Por lo tanto, según esta perspectiva, fue el revisionismo el que causó esta paulatina “restauración” en la Unión Soviética a partir de 1956 la que finalmente llevó al colapso de la propia URSS a fines de 1991, y de las autodenominadas “democracias populares” de Europa Oriental desde 1989.
Luego de varios años de haber vivido una experiencia personal directa en la China maoísta, que lo llegó a escribir el libro Fanshen, el autor marxista estadounidense William Hinton comenzó a experimentar las reformas económicas chinas de fines de la década de 1970 y de comienzos de la de 1980. Debido a eso escribió otro libro, esta vez furibundamente antirrevisionista, titulado The Great Reversal: The Privatization of China (“El gran revés: La privatización de China”). Ambos libros, así como la obra de Hinton en general, aún tienen mucha resonancia dentro de los círculos antirrevisionistas del movimiento comunista.

## Trasfondo histórico
Los autodenominados antirrevisionistas se opusieron firmemente a las reformas comenzadas por el líder soviético Nikita Jrushchov luego de la muerte de Iósif Stalin en 1953 (a aceleradas tras su posteriormente famoso discurso secreto del 25 de febrero de 1956) y a las que a su vez emprendiera el líder reformista Deng Xiaoping -apodado el “capitalista rojo”- desde 1978. Aquellos usualmente se refieren a despectivamente a esas reformas como capitalismo de Estado y “socialimperialismo” (esta última expresión ha estado históricamente más bien relacionada con los círculos maoístas).
También rechaza al trotskismo y su teoría de la revolución permanente como “hipócrita”, argumentando que el propio León Trotski había una vez pensado que era aceptable el socialismo en un solo país (la Unión Soviética) hasta que se industrializase, pero contradictoriamente el mismo Trotski consideraba que la antigua Rusia feudal zarista se encontraba demasiado atrasada como para industrializarse (por lo menos, hacerlo en el mediano plazo). No obstante, ese fue posteriormente logrado, mayormente a partir de los planes quinquenales de su archirrival ideológico Iósif Stalin. 
Los antirrevisionistas también suelen reconocer que la Unión Soviética contenía una nueva “clase social” privilegiada, una suerte de “burguesía roja” conocida como nomenklatura, pero usualmente culpaban por la generación de aquella a las reformas económicas  capitalistas implementadas de Nikita Jrushchov a partir de 1956. En ese sentido, recogían parte de las críticas trotskistas sobre la generación de una nueva “casta” en la URSS, aunque naturalmente estos últimos piensan que se generó mucho antes y le echaban la culpa al “burocrático” "estalinismo".
Aun así, en los círculos anti revisionistas, también se hace mención de la lucha de clases en la Unión Soviética anterior a 1956, como por ejemplo cuando se refiere a contextos como la Guerra Civil Rusa (cuando algunos miembros del antiguo régimen feudal intentaron recuperar el poder arrebatado por los bolcheviques), la Segunda Guerra Mundial (en la cual, según la ortodoxia marxista-leninista, los comunistas y los nazi-fascistas representaban los intereses del proletariado y de la burguesía respectivamente) o las colectivizaciones y conflictos consecuentes con los kulaks.
Aunque buena parte de ellos sí que hace referencias a esta lucha de clases posterior a la Revolución, identificando las colectivizaciones y las depuraciones del PCUS como una forma de evitar que la burguesía se hiciera de nuevo con el poder y sustituyera a los trabajadores. Lo mismo, según los maoístas, se aplica a la Revolución Cultural de Mao, destinada a evitar las reformas capitalistas que luego se implementarían en China. 
Durante la cisma ideológico chino-soviético, el régimen maoísta de la República Popular China seguido también por la República Socialista Popular de Albania, el del líder albanés Enver Hoxha y Mao Zedong  proclamaron al Partido Comunista de China y al Partido del Trabajo de Albania como los portadores de la línea marxista-leninista y denunciaron las políticas implementadas por el “revisionista” líder soviético Nikita Jrushchov.
En los Estados Unidos, aquellos miembros del pequeño pero activo Partido Comunista (CPUSA) local que apoyaron a China o Albania en la disputa ideológica con la Unión Soviética, terminaron siendo expulsados del Partido (a partir de órdenes directas provenientes de Moscú). En 1961 terminaron formando el autodenominado Partido Progresista del Trabajo (Progressive Labor Party). Algunos otros pequeños grupos desgajados del CPUSA aún se ven explícitamente a sí mismos como antirrevisionistas.
Los grupos antirrevisionistas de dividieron nuevamente luego del “pequeño cisma” chino-albanés posterior a la muerte de Mao. Los seguidores del otrora comunista pequeño país europeo suelen ser denominados como hoxhaístas.
No todos los partidos comunistas contemporáneos alrededor del mundo que incorporan algunos elementos del antirrevisionismo pueden ser necesariamente etiquetados como “antirrevisionistas”. De hecho, muchos de ellos se autodenominan como marxistas-leninistas, maoístas o simplemente como comunistas revolucionarios.
Por su lado, el norcoreano Partido de los Trabajadores de Corea aún declama seguir una línea política antirrevisionista; no obstante, este autoetiquetamiento (o etiquetamiento por parte de terceros) no es del todo preciso, porque el marxismo-leninismo fue oficialmente suplantado por la ideología juche (“autosuficiencia”) a partir de la promulgación de la Constitución de 1972.

## Partidos políticos y grupos antirrevisionistas
- Partido Comunista de los Trabajadores de España (PCTE).
- Partido Comunista de España (Marxista-Leninista)
- Partido Comunista de la India (maoísta)
- Partido Comunista Revolucionario de los Estados Unidos
- Partido Comunista Chileno (Acción Proletaria)
- Partido Comunista Revolucionario de la Argentina
- Partido de la Liberación de la Argentina
- Partido Comunista Revolucionario del Uruguay
- Partido Comunista Marxista Leninista del Ecuador
- Partido Comunista Marxista Leninista de Venezuela
- Partido Comunista de Colombia Marxista Leninista
- Movimiento Obrero Independiente y Revolucionario (MOIR)
- Nuevo Partido Comunista Haitiano (Marxista-Leninista)
- Unión Patriótica (Chile)
- Partido del Trabajo de Corea
- Partido Comunista de Kampuchea
- Partido Comunista de las Filipinas
- Partido Comunista Portugués (reconstituido)
- Partido Comunista Revolucionario (Brasil)
- Partido Comunista de Gran Bretaña (Marxista-Leninista)
- Partido Comunista Marxista-Leninista de Turquía
- Partido Comunista de Albania (1991)
- Partido del Trabajo de Albania
- Partido Comunista Revolucionario (Chile)
- Sendero Luminoso
- Partido Comunista de España (reconstituido)